# Mongal
Mongal is een bestuurslaag in het regentschap Aceh Tengah van de provincie Atjeh, Indonesië. Mongal telt 1656 inwoners (volkstelling 2010).